# 1818 w sztukach plastycznych
Wydarzenia w sztukach plastycznych i wizualnych w 1818 roku.

## Urodzeni
- 18 stycznia – Joseph Matthäus Aigner (zm. 1886), austriacki malarz
- 26 stycznia – Amédée de Noé (zm. 1879), francuski karykaturzysta i litograf
- 2 marca – Józef Czechowicz (zm. 1888), polski fotograf
- 3 kwietnia – Jean-François Portaels (zm. 1895), belgijski malarz
- 24 maja – John Henry Foley (zm. 1874), irlandzki rzeźbiarz
- 25 maja – Jacob Burckhardt (zm. 1897), szwajcarski historyk sztuki, literatury i kultury
- 12 października – Maksymilian Cercha (zm. 1907), malarz i złotnik
- 27 listopada – Elisabeth Jerichau-Baumann (zm. 1881), duńska malarka
- Romuald Chojnacki (zm. 1883), polski malarz

## Zmarli
- 5 stycznia – Marcello Bacciarelli (ur. 1731), włoski malarz
- 7 lutego – Ennio Quirino Visconti (ur. 1751),  włosko-francuski historyk sztuki, muzealnik i bibliotekarz
- 20 lutego – Mary Impey (ur. 1789), angielska mecenaska sztuki i przyrodniczka
- 28 lutego – Anne Vallayer-Coster (ur. 1744), francuska malarka
- 3 marca – Francesco Antonio Franzoni (ur. 1734), włoski rzeźbiarz i restaurator
- 20 maja – Józef Reichan (ur. 1762), polski malarz
- 29 czerwca – Carl Philipp Fohr (ur. 1795), niemiecki malarz i rysownik
- 4 października – Josef Abel (ur. 1764), austriacki malarz i sztycharz
- 5 listopada – Heinrich Friedrich Füger (ur. 1751), austriacki malarz
- Anna Bacciarelli (ur. 1770 lub 1771), polska malarka, miniaturzystka
- Kōkan Shiba (ur. 1747), japoński malarz